# KSM
KSM foi uma banda americana de pop rock de Los Angeles, Califórnia formada por Shelby Spalione, Katie Cecil, Kate Cabebe, Shae Padilla, Sophia Melon em 2006.

## Biografia
KSM foi formado em um projeto conjunto entre a The Walt Disney Company e a antiga banda feminina líder das paradas. As Go-G
o's estavam procurando uma banda pop só de garotas para orientar e fizeram audições em 2006. Quatro músicos (Padilla, Cecil, Cabebe e Melon; todos com idades entre 13 e 15 anos na época) foram selecionados e o grupo foi originalmente desenvolvido como uma banda cover das Go-Go's chamada Po-Go's. A Disney planejou replicar seu sucesso com o Devo 2.0 , uma versão infantil da banda new wave dos anos 80 Devo , com a possibilidade das Po-Go's aparecerem em um filme ou série de TV.  Eventualmente, o som da banda foi alterado de pop para rock, e com a adição da vocalista Shelby Cobra (sobrenome verdadeiro Spalione) em fevereiro de 2008,  elas mudaram seu nome para KSM. Nessa época, as Go-Go's encerraram seu envolvimento com o projeto. 

### 2009–2010:Read Between the Linese dissolução
editar
KSM foi assinado com a Walt Disney Records (parte do Disney Music Group ) e promovido através de vários empreendimentos da Disney. Eles excursionaram como um ato de abertura para outros artistas da Disney Mitchel Musso ,  Demi Lovato ,  e Jonas Brothers ,  bem como abrindo para Paramore e David Archuleta .  A jornada de KSM enquanto eles se aproximavam e então apoiavam o lançamento de seu álbum de estreia foi documentada na série de realidade quinzenal chamada, KSM: Read Between the Lines que foi ao ar de 10 de agosto de 2009 a 16 de outubro de 2009 em www.teen.com. A série de 20 episódios da web foi produzida pelo The Disney Music Group e The Jonas Group.  Em 22 de setembro de 2009, KSM lançou seu álbum de estreia Read Between the Lines , que foi escrito e produzido por Matthew Gerrard e Robbie Nevil .  KSM se apresentou no Good Morning America em 8 de outubro de 2009  e no The Rachael Ray Show em 12 de outubro de 2009. 
A banda confirmou em abril de 2010 que a baixista Sophia Melon saiu para estudar no Barnard College .  Em agosto de 2010, a KSM confirmou que eles haviam se separado para seguir carreiras separadas.  Em outubro de 2010, o guitarrista Shae Padilla formou uma nova banda de hard rock chamada Rixy Fisk, que incluiu brevemente Shelby Spalione (que não usava mais o nome artístico "Cobra") nos vocais.  A banda de Padilla foi mais tarde chamada de FireSky,  que lançou o EP Erase the Enemy em agosto de 2011. A baterista Kate Cabebe frequentou a California Lutheran University para uma graduação em comunicação e a Liberty University para um mestrado em psicologia do desenvolvimento . Ela trabalhou para a Cambio.com como correspondente e foi fundadora do ministério de cultura nerd sem fins lucrativos Love Thy Nerd. [ citação necessária ] Spalione lançou o single dance-pop "Overrated Friday" sob o nome de Lio no final de 2011 e novamente sob o nome de Shelby no início de 2012; ela também se apresentou com will.i.am.  A guitarrista rítmica Katie Cecil foi atriz infantil antes de KSM e ganhou pequenos papéis nas séries de TV Medium , Criminal Minds e Help Me Help You .  ] A partir de  , Cecil se tornou a vocalista principal da banda indie-pop Wayf

## Integrantes
- Katie Cecil
- Kate Cabebe
- Shae Padilla
- Shelby Spalione

### Ex-integrantes
- Sophia Melon - baixo

## Discografia

### Álbuns de Estúdio
| Ano  | Detalhes do Álbum                                                            |
| ---- | ---------------------------------------------------------------------------- |
| 2009 | Read Between the Lines - 22 de Setembro, 2009 Estados Unidos, Outubro Brasil |

### EP's
| Ano  | Detalhes do Álbum                         |
| ---- | ----------------------------------------- |
| 2009 | I Want You to Want Me - 23 de Junho, 2009 |

### Trilhas sonoras
| Ano  | Música                | Álbum                             |
| ---- | --------------------- | --------------------------------- |
| 2009 | Magic Carpet Ride     | Feiticeiros de Waverly Place      |
| 2009 | Saturdays and Sundays | Programa de Proteção as Princesas |
| 2010 | Good Enough           | Selvagens                         |

### Singles
| 2008                                                   | "Hero In You"           | — | — | Disney Girlz Rock, Vol. 2 |
| 2009                                                   | "Distracted"            | — | — | Read Between the Lines    |
| 2009                                                   | "Saturdays and Sundays" | — | — | Read Between the Lines    |
| 2009                                                   | "I Want You to Want Me" | — | — | Read Between the Lines    |
| "—" denotes the single failed to chart or not released |                         |   |   |                           |

## Turnês
| Ano  | Número de datas | Título                            | Artista                             |
| ---- | --------------- | --------------------------------- | ----------------------------------- |
| 2008 | 14              | The Cheetah Girls One World Tour  | The Cheetah Girls                   |
| 2008 | 34              | The Tour of Gymnastics Superstars | Jordan Pruitt, Carly Patterson, KSM |
| 2009 | 1               | Jonas Brothers: Show de Detroit   | Jonas Brothers                      |
| 2009 | 21              | Summer Tour 2009                  | Demi Lovato                         |